# 国営武蔵丘陵森林公園
国営武蔵丘陵森林公園（こくえい むさしきゅうりょうしんりんこうえん）は、埼玉県比企郡滑川町と熊谷市（北口周辺のみ）にまたがる比企北丘陵にある国営公園。国の明治百年記念事業の一環として開設された。

## 概要
1966年（昭和41年）4月の閣議決定で「明治百年記念準備会議」が設置され、さらに1968年（昭和43年）10月の閣議で国営森林公園の設置が決定された。そして1969年（昭和44年）4月に名称を「国営武蔵丘陵森林公園」とすることに決定し、1974年（昭和49年）7月に供用を開始、1980年（昭和55年）3月に整備を概成した。
園内は南地区（里山のエリア）、中央地区（緑と遊びのエリア）、北地区（樹林のエリア）の3つのエリアで構成される。
自然環境保全としては、アカマツ林、コナラ林、湿地、ため池等があり、特にヤマユリは園内に約1万株が自生している。また、サイクリングコースやオリエンテーリングのパーマネントコースも整備されている。
複数ある路線バスの最寄停留所名は「森林公園○○口（入口）」で統一されている。 
みどりの日をはじめとして、年に数日入園が無料となる日がある。日本スリーデーマーチのコース（吉見百穴・森林公園ルート）にもなっている。

## 主なイベント
季節ごとに花修景や伝統行事が催されるイベントが開催されている。
春
- お花見フェスタ
- わかばフェスタ

夏
- 涼風まつり
- 夏休みふれあい水族館

秋
- みのりフェスタ
- 沼まつり（滑川町の伝統行事）
- 菊花展
- 森のハロウィンナイト
- 紅葉見ナイト（カエデのライトアップ）

冬
- 完走マラソン大会
- スターライトイルミネーション・クリスマスコンサート

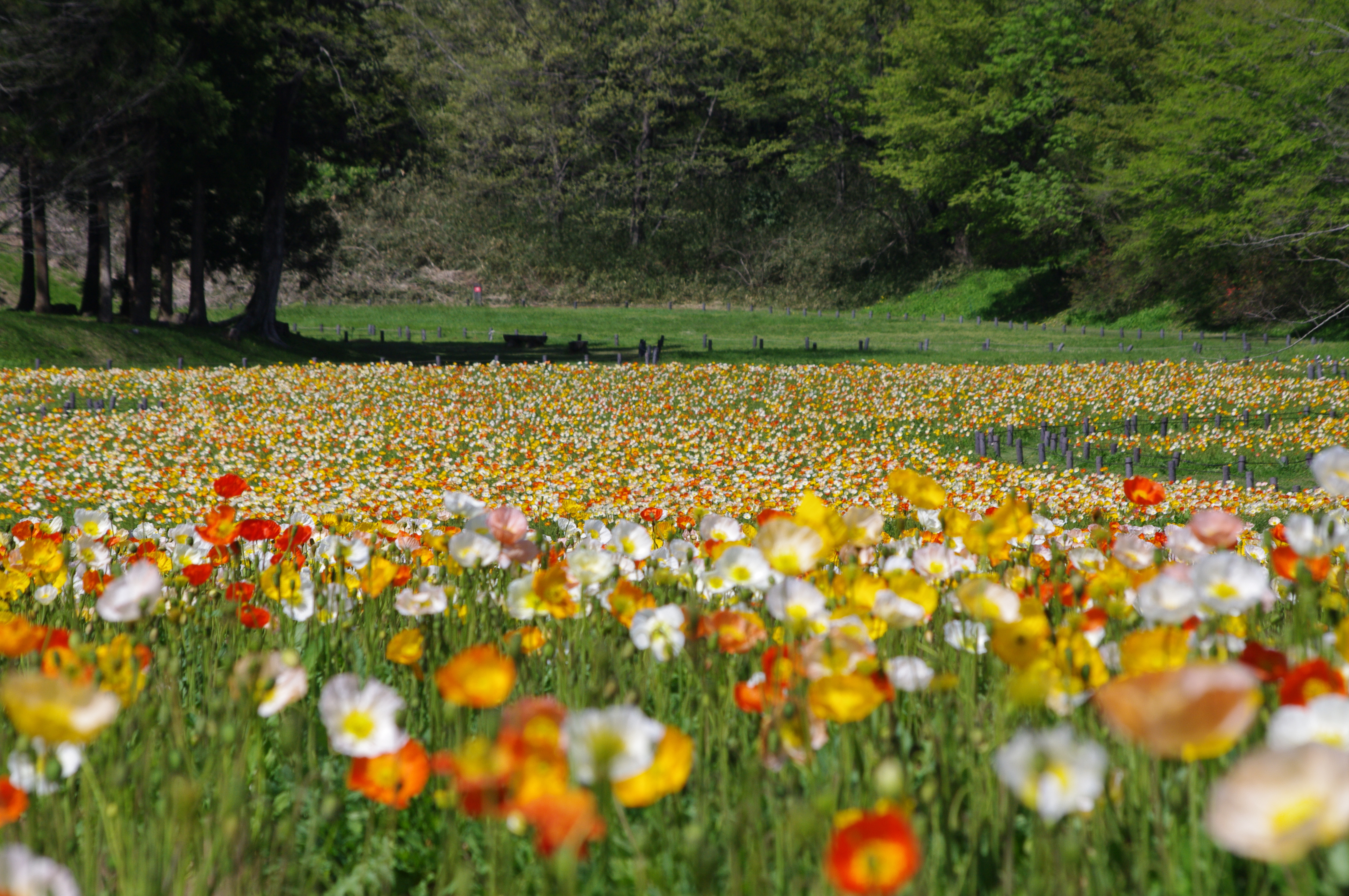
春の花修景
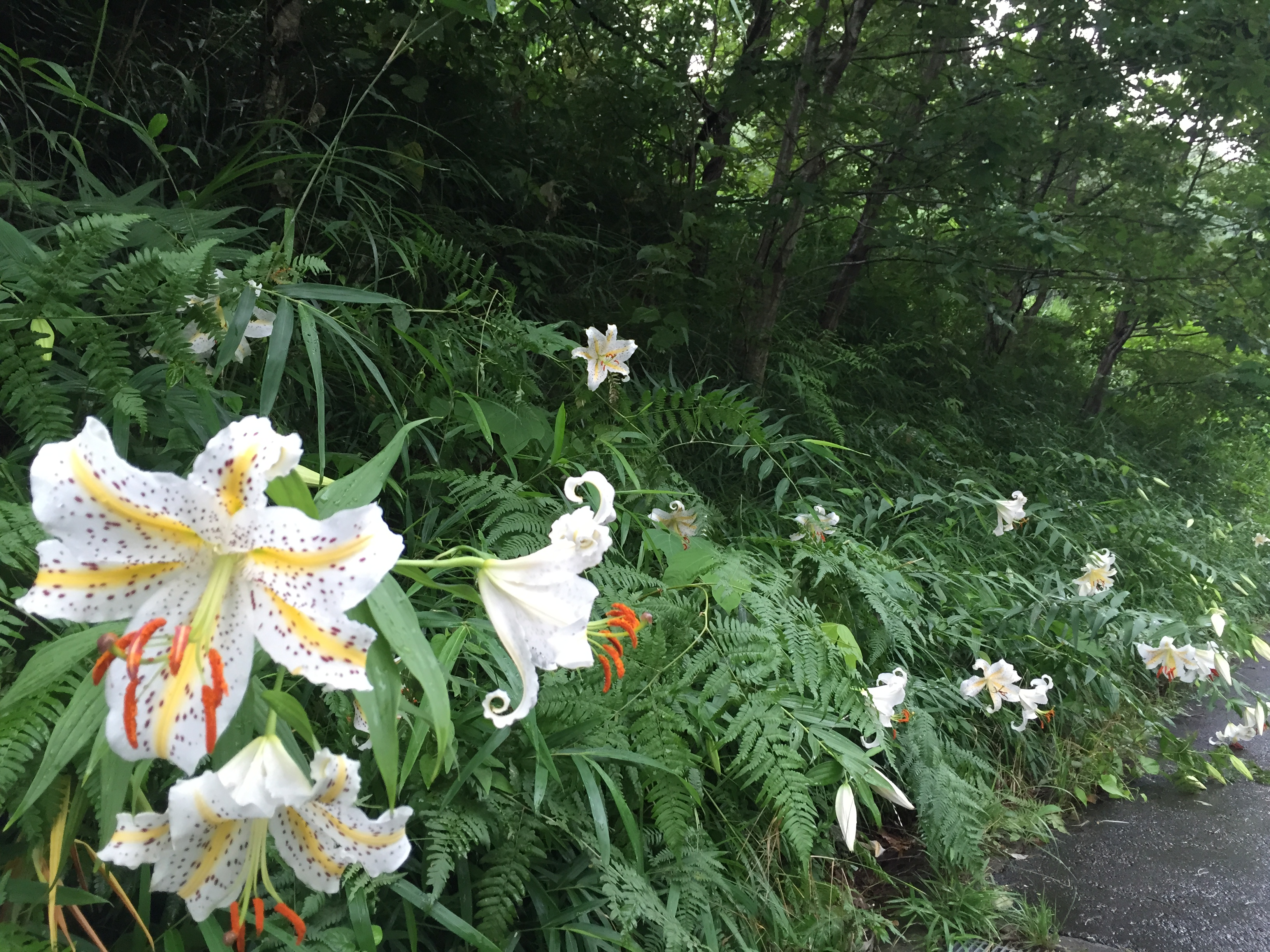
ヤマユリの名所
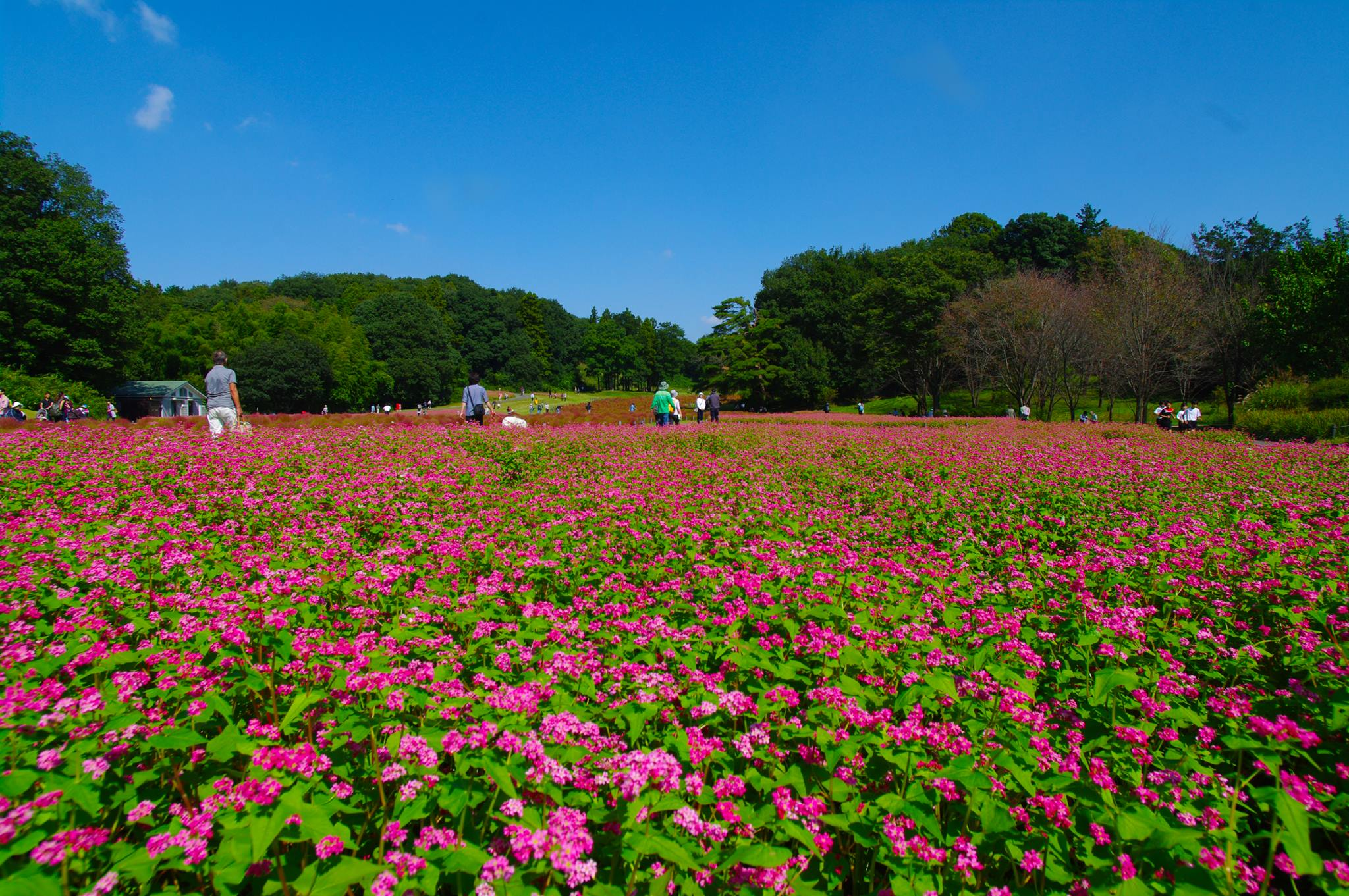
秋の花修景
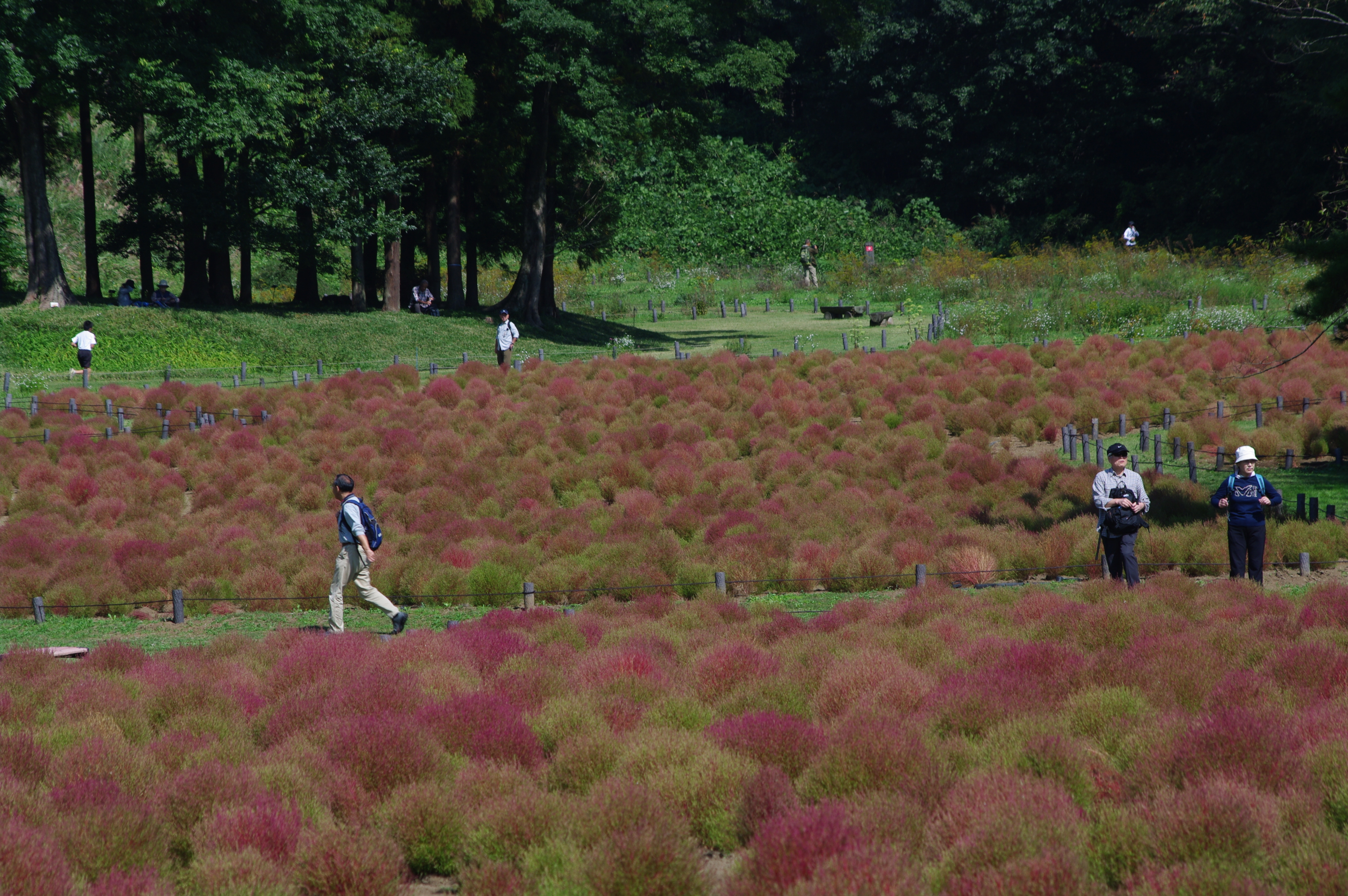
秋の紅葉畑
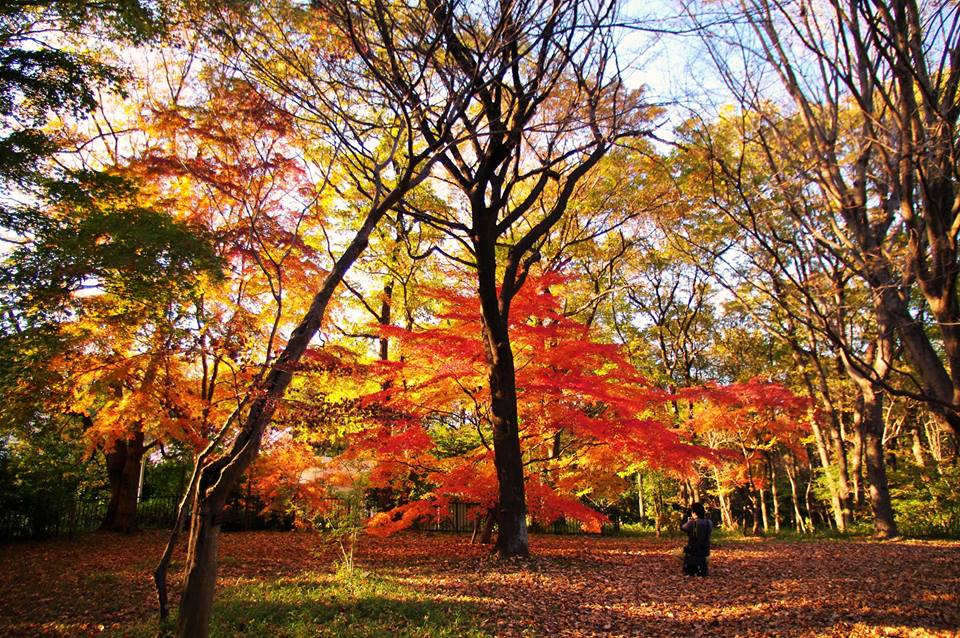
紅葉
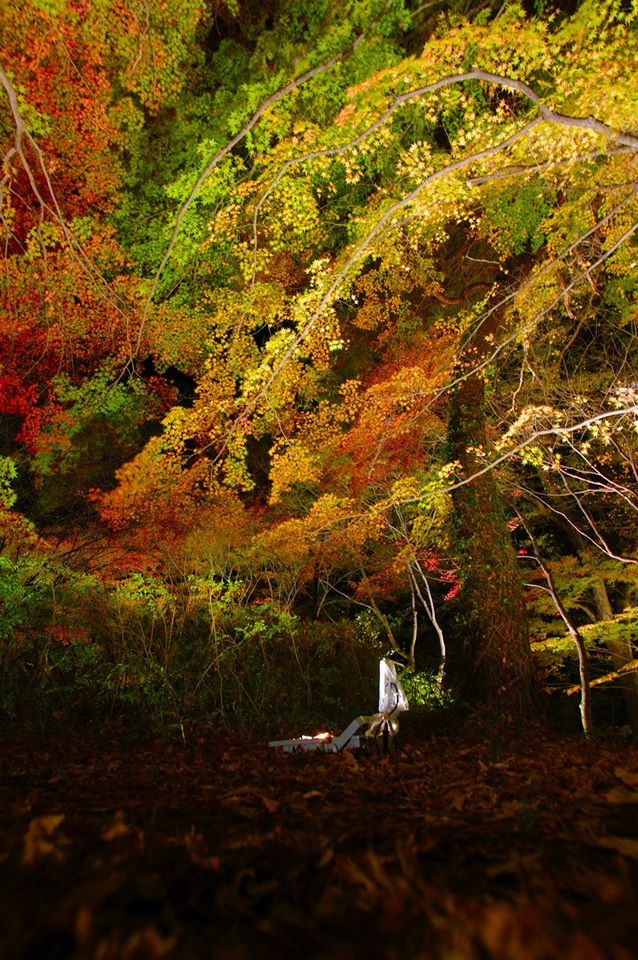
紅葉ライトアップ
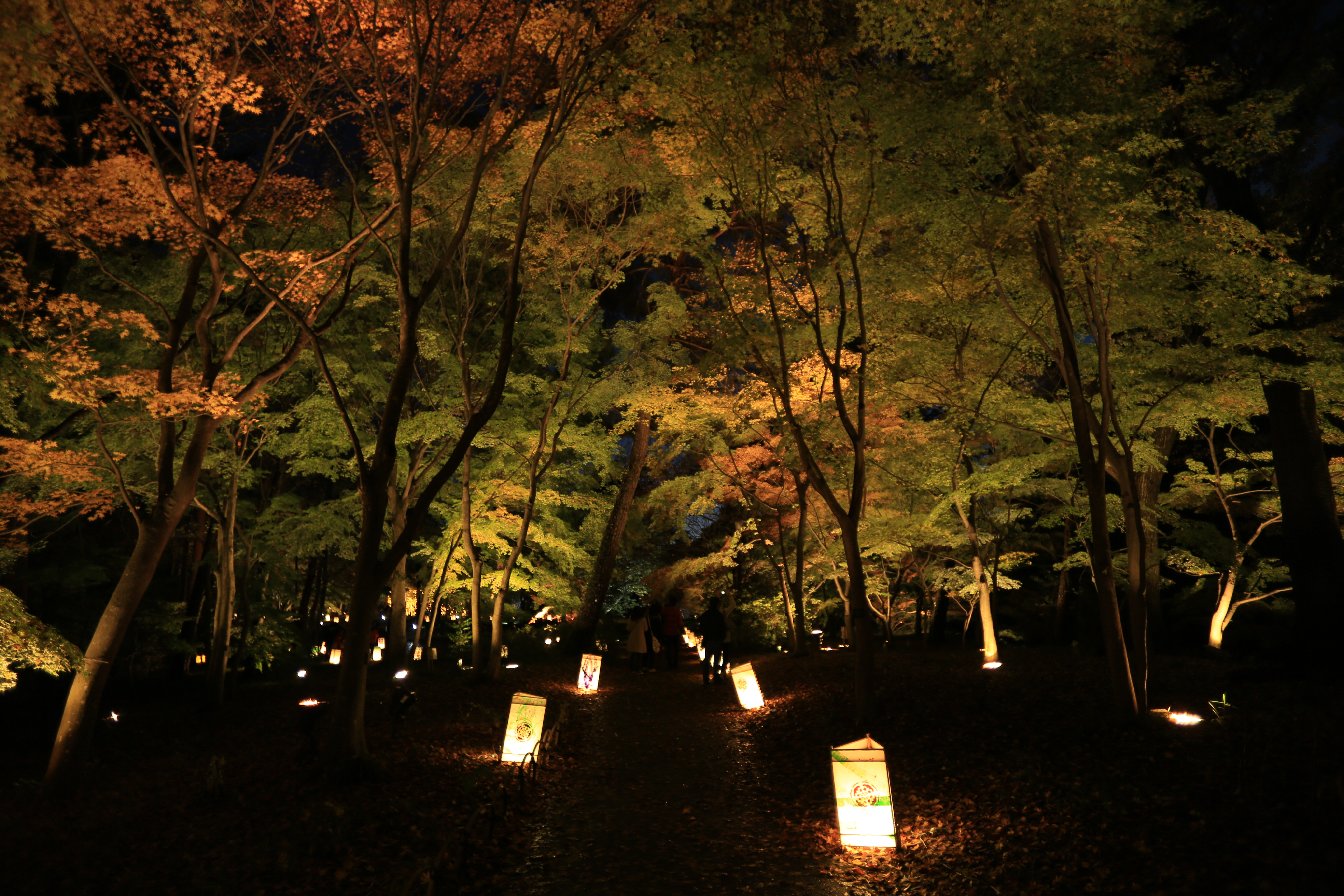
カエデ園で開かれた「紅葉見ナイト」におけるライトアップ
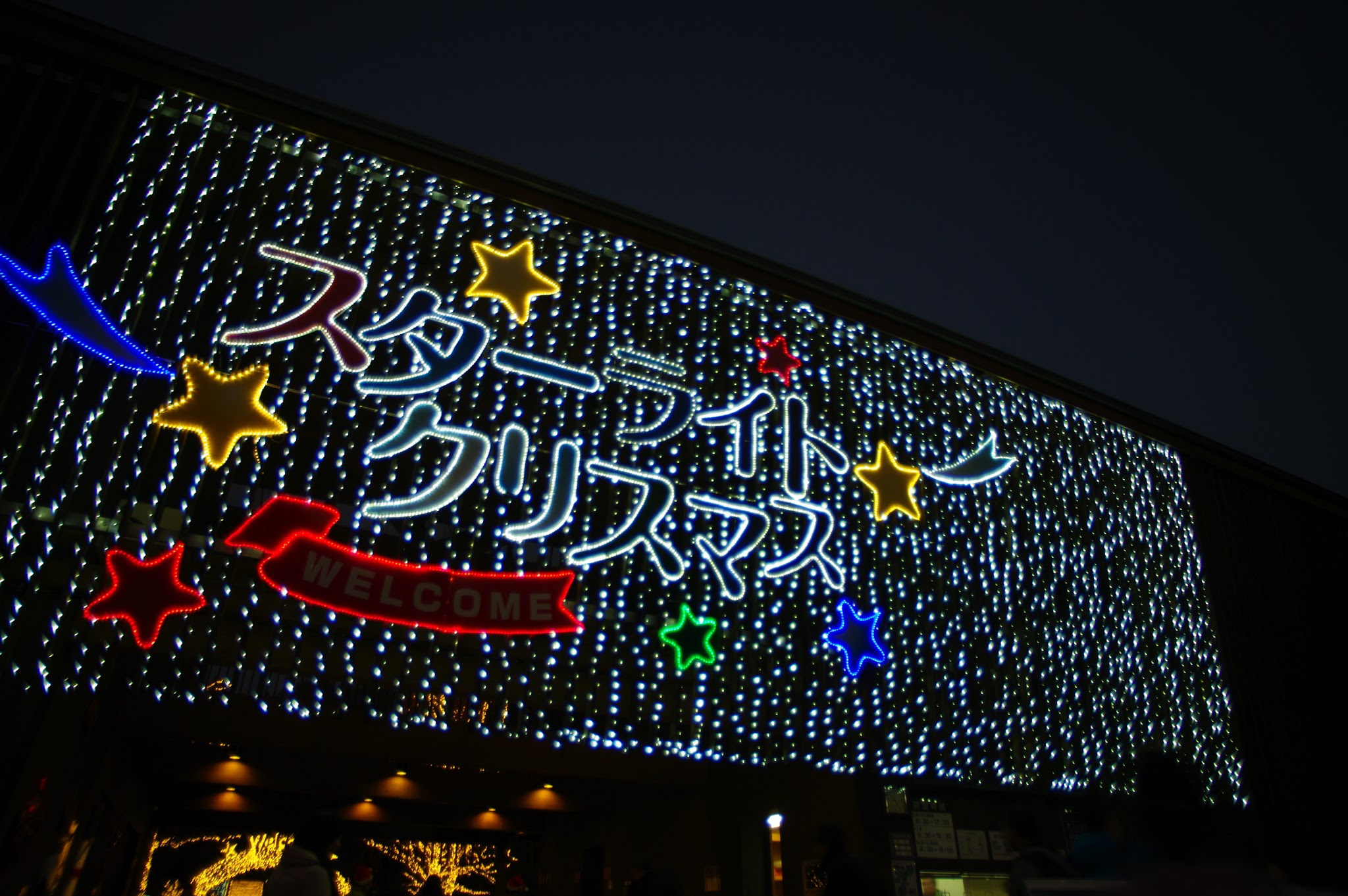
イルミネーションイベント

## サイクリングコース
南北に園内を一周する全長約17 km、幅員3〜5 mのサイクリングコース（自転車専用道路）が整備されている。サイクリングコースは左回りの一方通行（一部対面通行あり）で、丘陵の尾根沿いに造られていることもあって、随所に上下約3 ％程度の起伏やカーブがある。時間や体力に応じて数ヵ所設定されている折り返しポイントを利用できる。サイクリングコース脇に非常電話や各種バルブに対応した空気入れが設置されている。歩行者の立ち入りが禁止されているため、歩行者を気にせず木々の緑の中を存分にサイクリングを楽しむことができる。北口付近に展望台があり、遠くに秩父連山や熊谷市街を望むことが出来る。夏場（7月下旬頃）はサイクリングコース沿いに咲くヤマユリを観賞することができる。自転車は公園内のサイクリングセンターや森林公園駅前などでレンタルできるほか持ち込み（無料）も可能で、広い園内の移動に高い機動力を発揮する。各公園の入り口からサイクリングコースまでは走行が禁じられているため自転車を押して歩かなければならない。また、コース外への移動の際はコース上に設けられた駐輪場を利用する。
かつては、東武東上線の各駅から森林公園駅までの往復割引乗車券と駅の北口にあったレンタサイクルが3割引になる企画乗車券（東上線サイクリングクーポン）があったが、2015年12月20日をもって発売終了した。 
自転車はフル電動自転車（電動アシスト自転車は通行可）および補助輪・補助棒付自転車（補助棒が30 cm以下の場合は可）、一輪車や三輪車（子供用）は走行禁止。また、トラックレーサー（ピスト）などのブレーキがない自転車やサイクルトレーラーを連結した走行も禁止されている。また、変形自転車やタンデム自転車（障害者同伴のみ可）の使用は係員に問い合わせる必要がある。なお、リカンベントは道路交通法上普通自転車の要件（道路交通法施行規則（昭和三十五年総理府令第六十号）第二章第九条の二:普通自転車の大きさ等）を満たしている場合であっても、当公園では普通自転車ではなく変形自転車との独自見解（ローカルルール）を示していて、ペダルが前輪の前方に出ているタイプの車種は利用が制限される。

## 沿革
- 1966年（昭和42年）4月15日 ― 「明治百年記念準備会議」が設置される[13]。
- 1969年（昭和45年）5月19日 - 基本設計を決定[14]
- 1974年（昭和49年）7月22日 - 開園式を挙行[13]
- 1980年（昭和55年）4月7日 - 国営武蔵丘陵森林公園管理所を発足する[13]
- 1983年（昭和58年）5月31日 - 昭和天皇が行幸[15]。
- 1985年（昭和60年）4月26日 - テニスコート整備[13]
- 1988年（昭和63年）7月9日 - ウォーターランドプールが開設される[13]
- 1990年（平成2年）4月29日 - 北口を整備する[13]
- 1996年（平成8年）3月25日 - ハーブガーデン整備[14]
- 1999年（平成11年）3月30日 - 雨天多目的施設設置[14]
- 2001年（平成13年）1月28日 - ドッグラン整備[14]
- 2002年（平成14年）8月19日 - リサイクルセンターの供用開始[13]
- 2010年（平成22年）4月1日 - 中央口センター棟整備[14]
- 2014年（平成26年）7月23日 - 開園40周年を迎える。

## 施設
- ぽんぽこマウンテン：約1,000 m2の日本一大きなエアートランポリン[16]
- むさしキッズドーム：複数のアスレチック遊具[16]
- 冒険コース：24種類のアスレチックコース[16]
- 水遊び場：広さ10,000 m2、深さ5～30cm[16]
- 渓流広場：長さ200 mの人工の流れ[16]
- 運動広場：64,400 m2の芝生広場[16]
- ドッグラン：約6,000 m2のフリーエリアと小型犬エリアがある[16]
- 彫刻広場
- カエデ園：秋に「紅葉見ナイト」というイベントが開催され、ライトアップが行われる。
- サイクリングコース：全長17㎞[16]
- マラソンコース：5㎞、10㎞の2コース
- 園内バス(有料)：園内にある8カ所のバス停を通り各ゲートを20分で結んでいる。運行本数は一時間に1～2本。繁忙日を除き、1日乗車券が販売されている。使用車両は2020年2月1日より、ナンバープレートなしの日野・ポンチョ。なお、2台体制の際には25人乗りの小型バスも使用される。

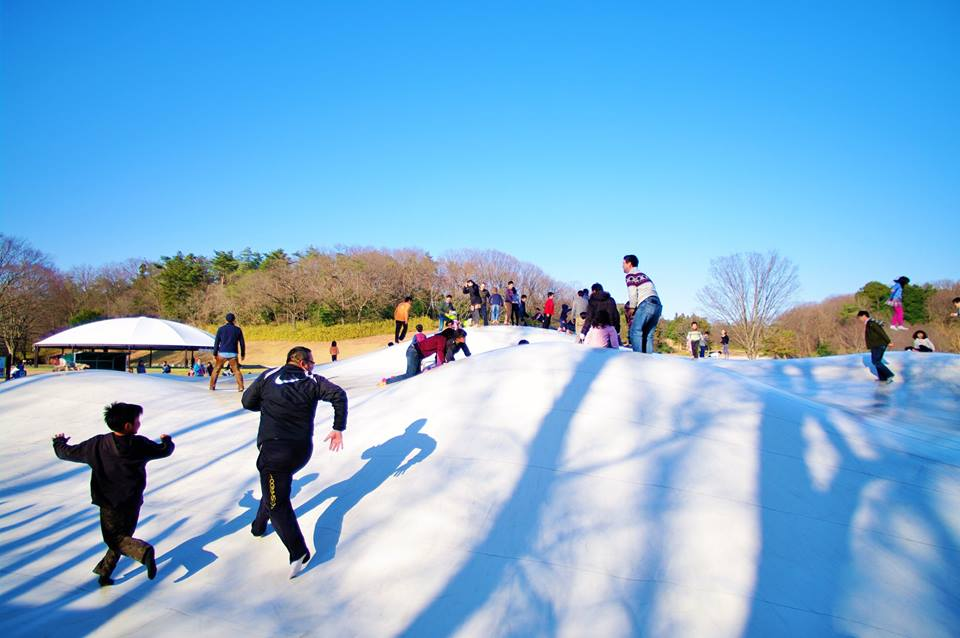
ぽんぽこマウンテン
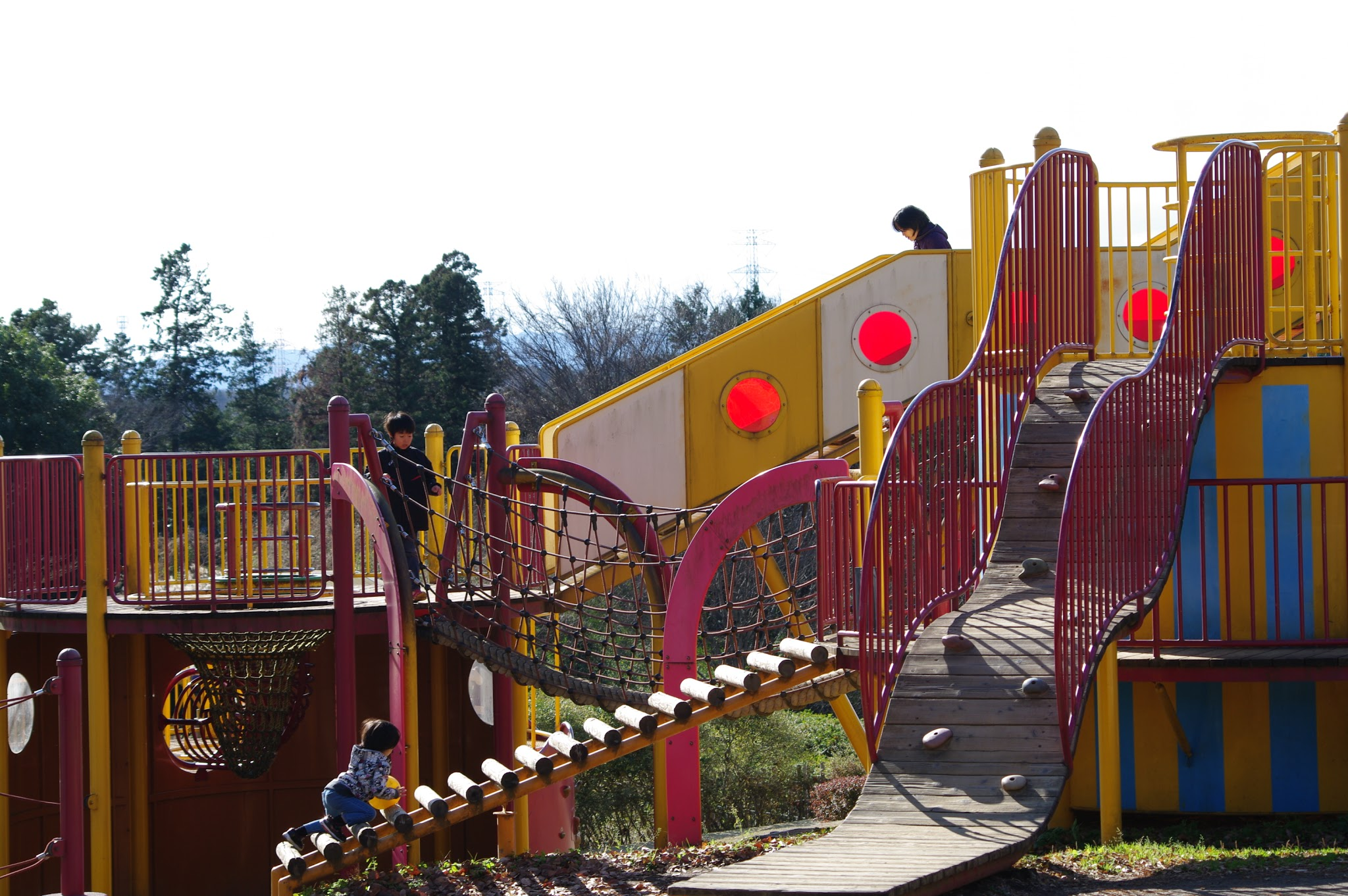
むさしキッズドーム
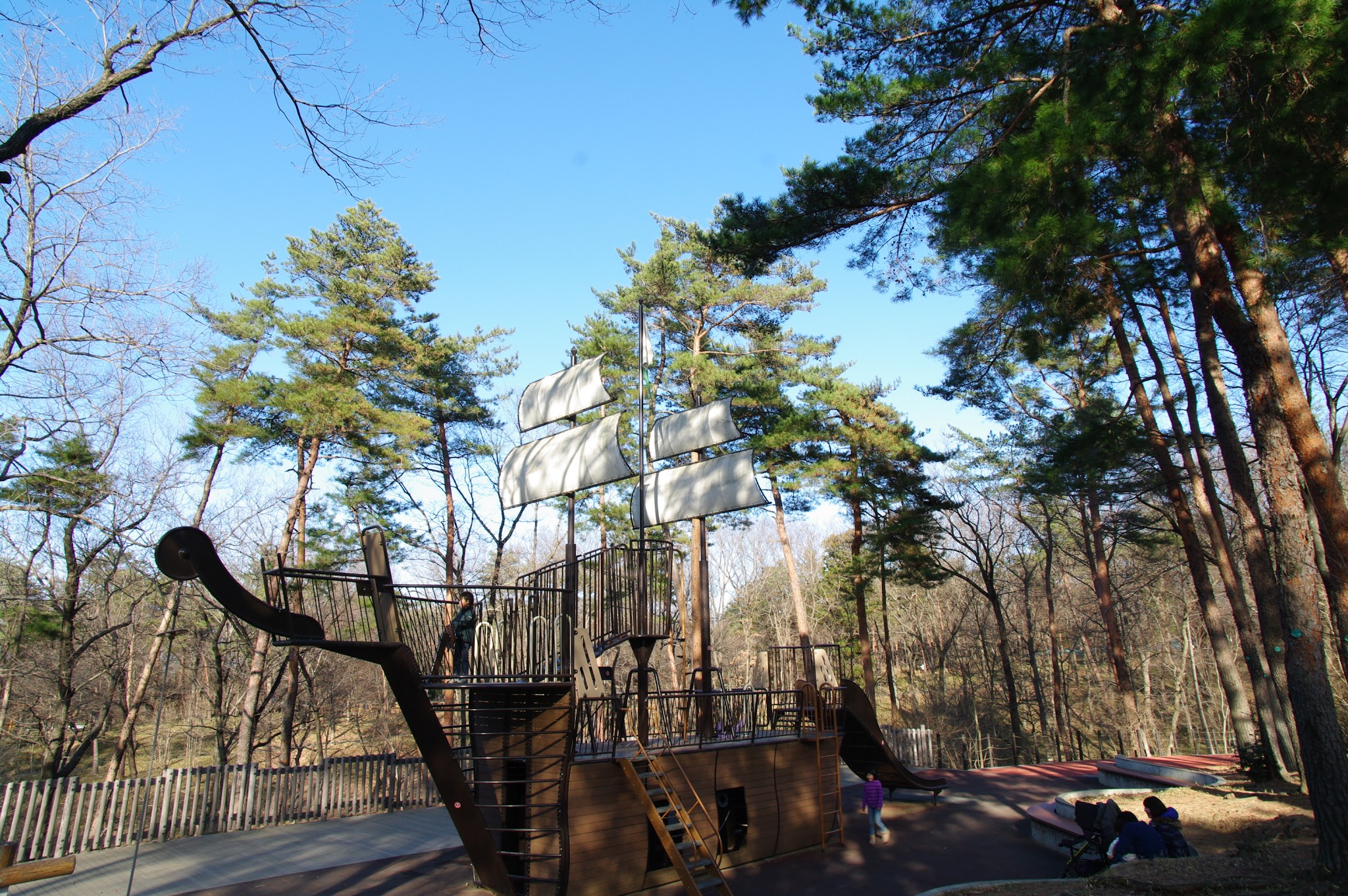
アスレチック冒険コース
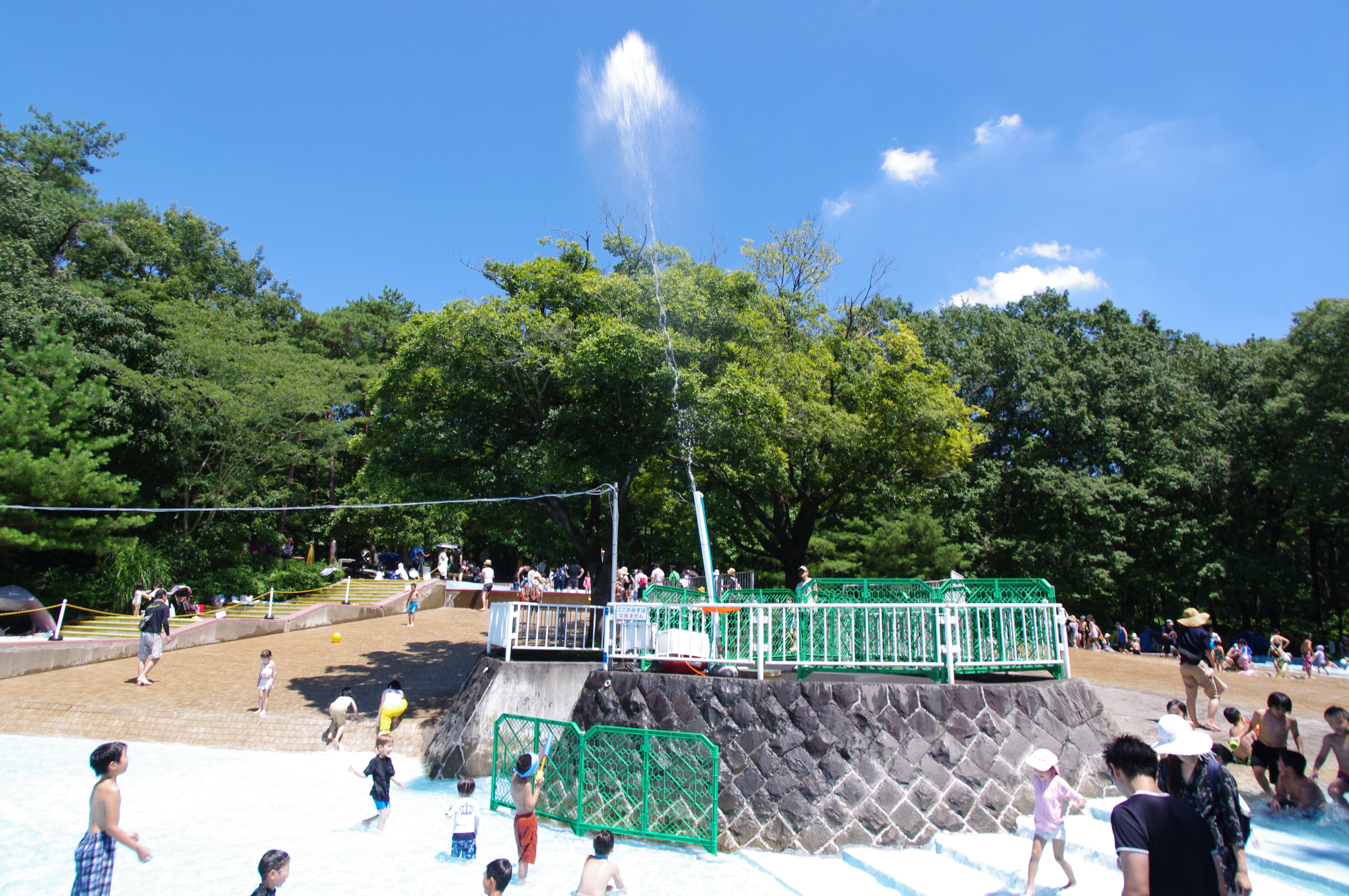
水遊び場
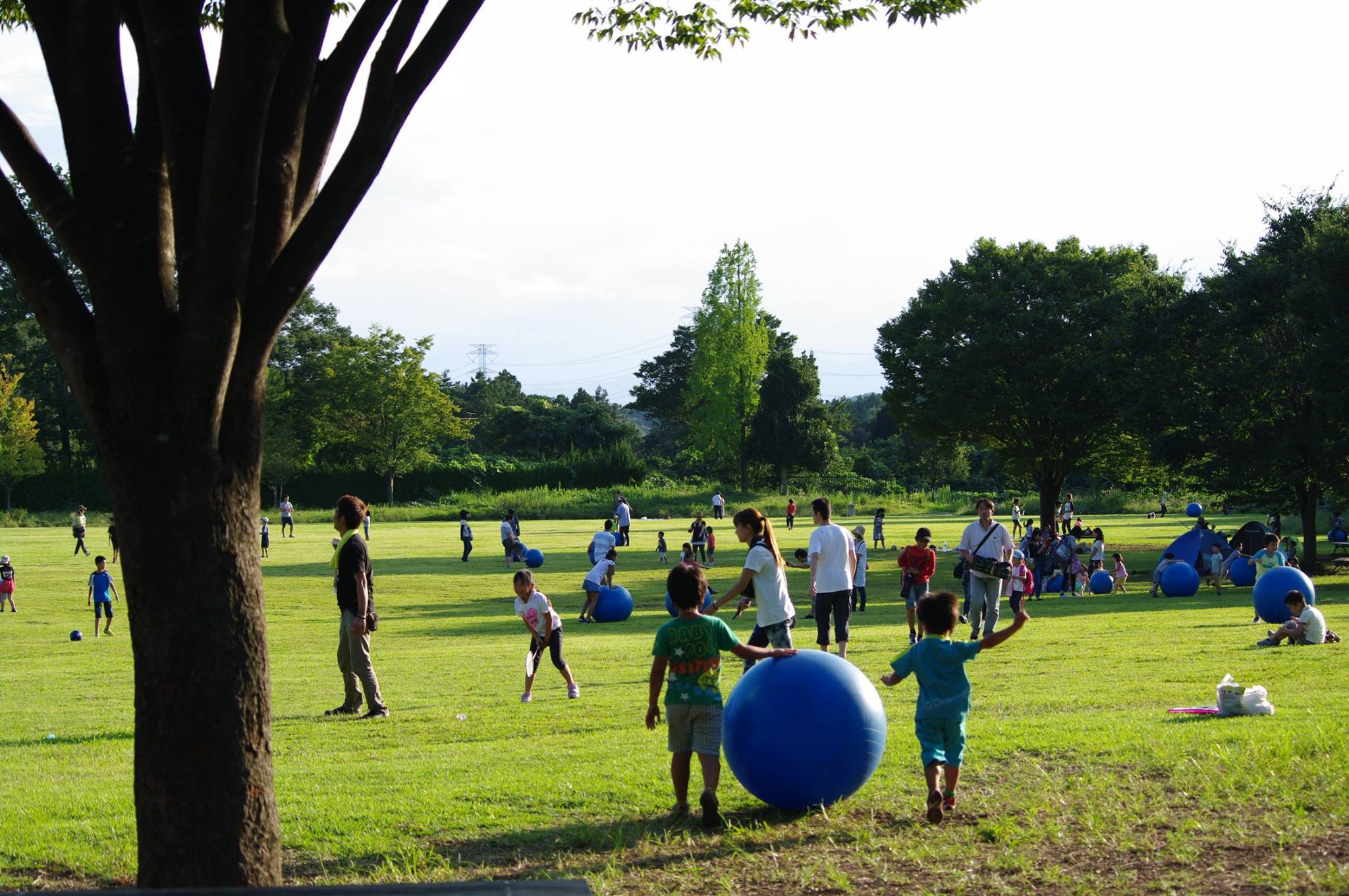
西口広場

## アクセス

### 公共交通機関
公園公式サイト内アクセスページを元に作成
- 東武東上線森林公園駅から
  - 川越観光バス：2番のりば発
    - SN-01系統森林公園南口行きにて 終点下車（土休日のみの運行。直行便）
    - 夜間イベント開催時は、中央口行き臨時バスを運行[17]。

  - 国際十王バス：1番のりば発 RU01・RU02系統立正大学・熊谷駅南口方面行きにて「滑川中学校前」下車、徒歩5分（南口利用の場合）・「森林公園西口」下車（西口利用の場合）
東武東上線〜国際十王バス（往復）と森林公園入園料がセットで割引になる「森林公園 花めぐりデジタルきっぷ」が販売されている[18]。
国際十王バスでの南口利用に関して、「森林公園南口入口」停留所は、森林公園駅発熊谷駅・立正大学方面行きの場合、公園から離れている上に立体交差の下道ではあるが信号の無い交差点を渡る必要があるため、比較的近くかつ歩道橋で安全に公園側に渡れることから、次の「滑川中学校前」停留所の利用が推奨されている。南口から森林公園駅への帰りは「森林公園南口入口」停留所が南口から徒歩専用出入口から道路に出て目の前にあるため、そちらが推奨されている。
- JR上越新幹線 北陸新幹線 高崎線熊谷駅から
  - 国際十王バス：駅南口発 RU01系統森林公園駅行きで、「森林公園西口」（西口利用の場合）・「森林公園南口入口」（南口利用の場合）下車。

かつては、熊谷駅（北口1番のりば）と東松山駅（東口2番のりば）を結ぶ国際十王バスKM11系統の一部便にて北口ゲート前の「森林公園北口」停留所を経由していたが、現在は一切経由していない。国道407号沿いに「森林公園北口入口」停留所はあるが、北口ゲートまで徒歩10分弱かかるため、アクセス手段としては推奨されていない。

### 道路
- 南口：E17関越自動車道 東松山ICから熊谷東松山道路を熊谷方面へ約10分
- 西口： 熊谷東松山道路沿い
- 中央口： 埼玉県道307号福田鴻巣線沿い
- 北口： 国道407号沿い

## 公園の風景

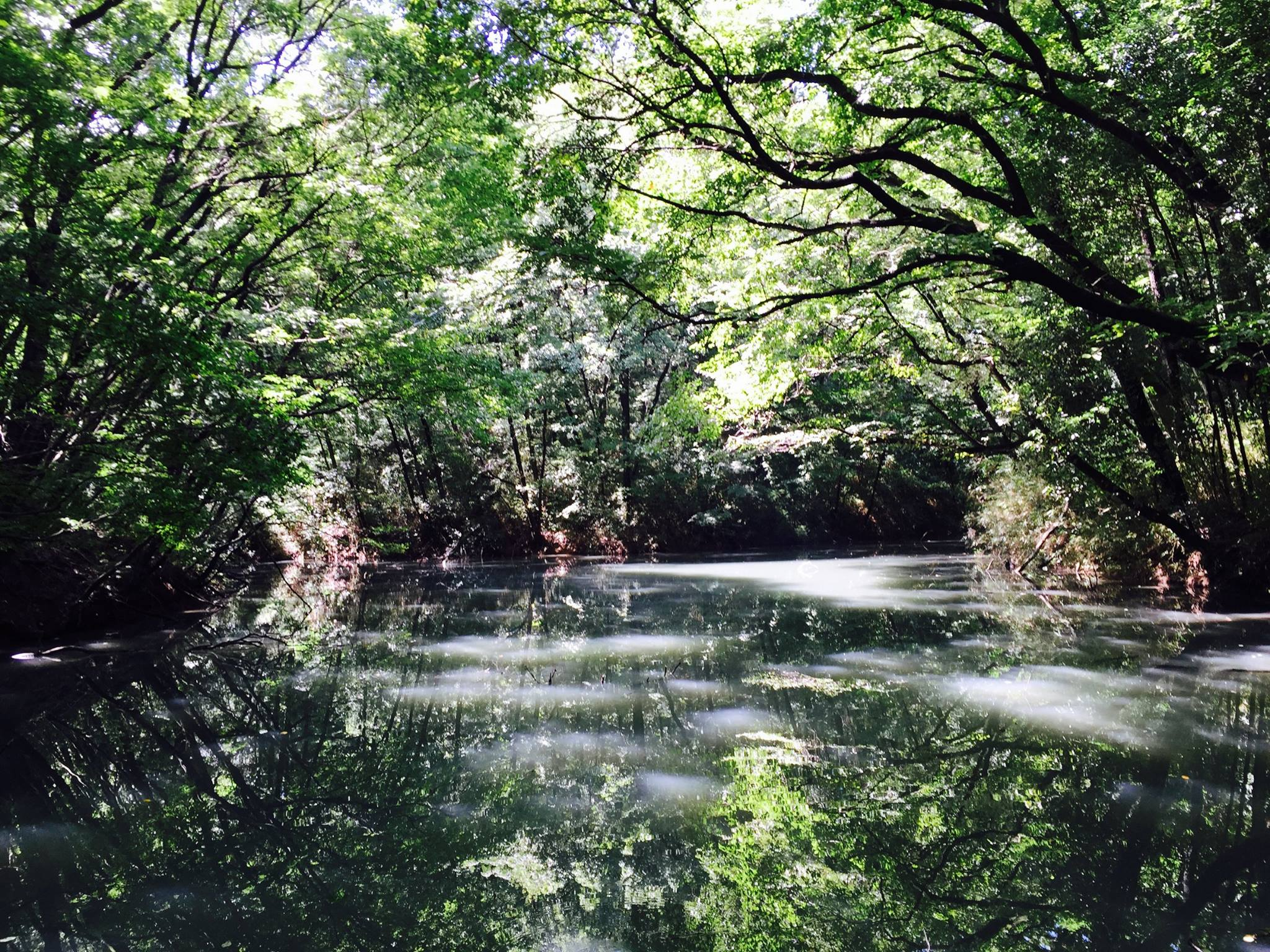
はす沼・夏
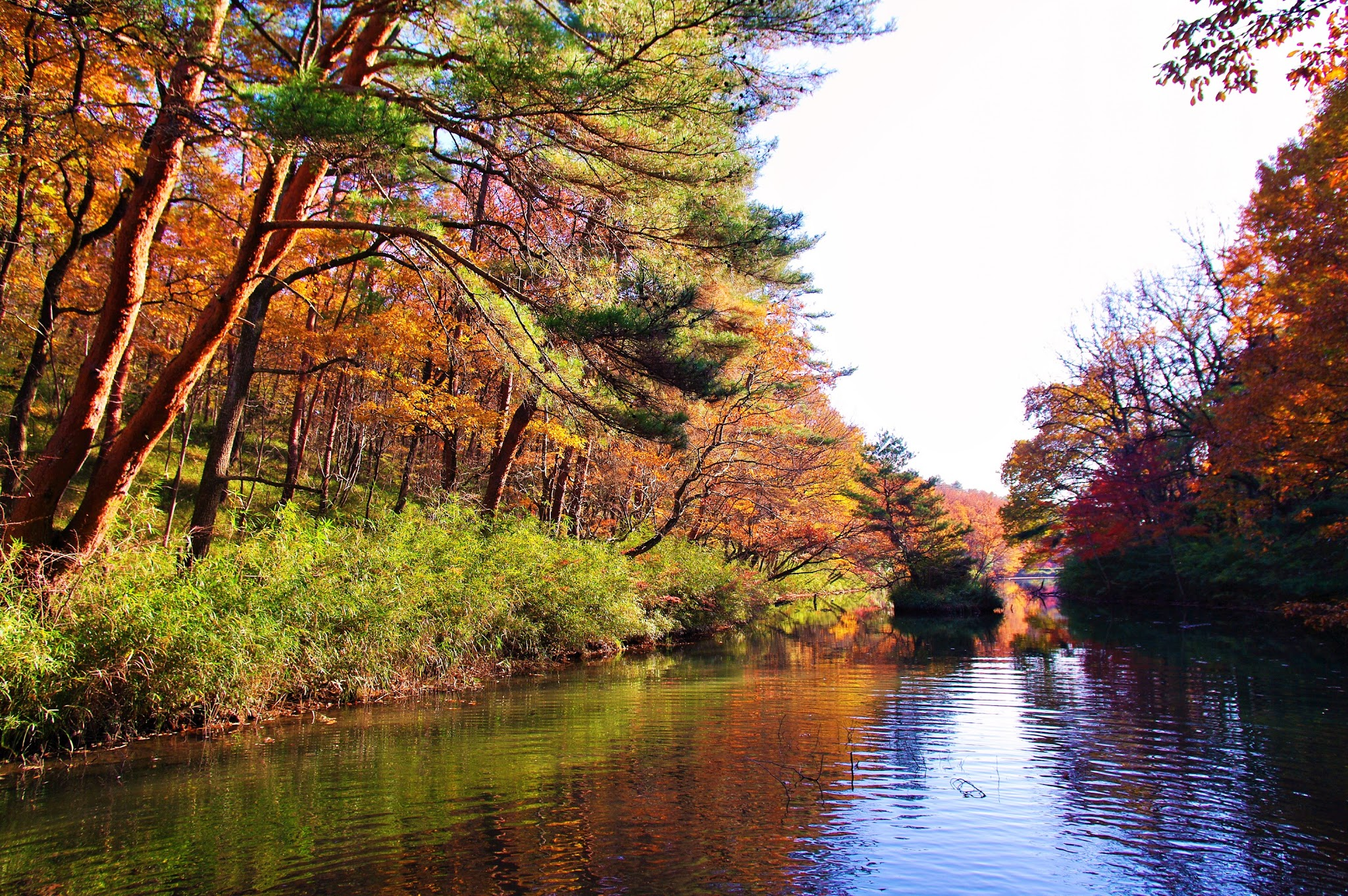
西田沼・秋
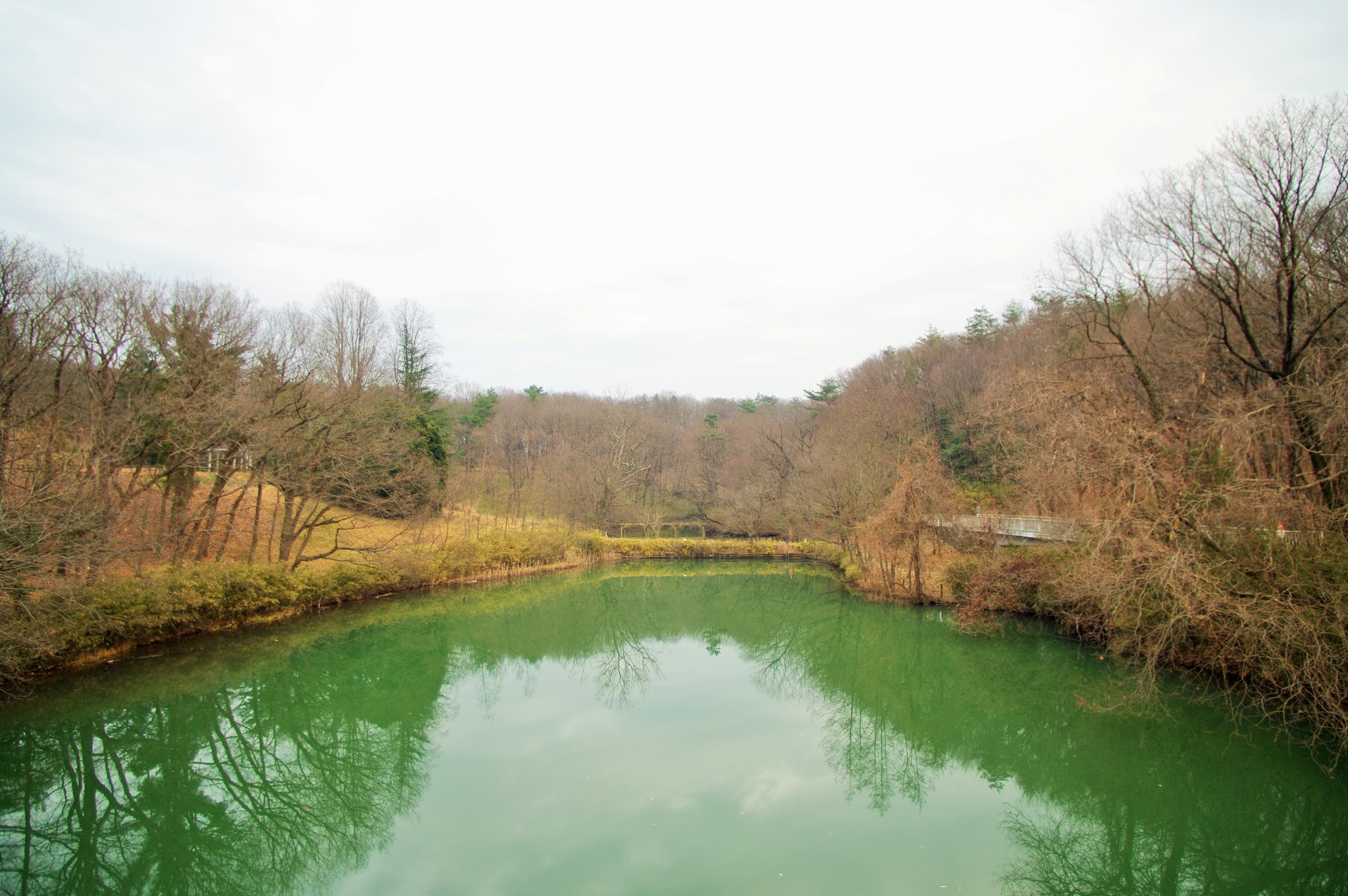
分山沼・冬
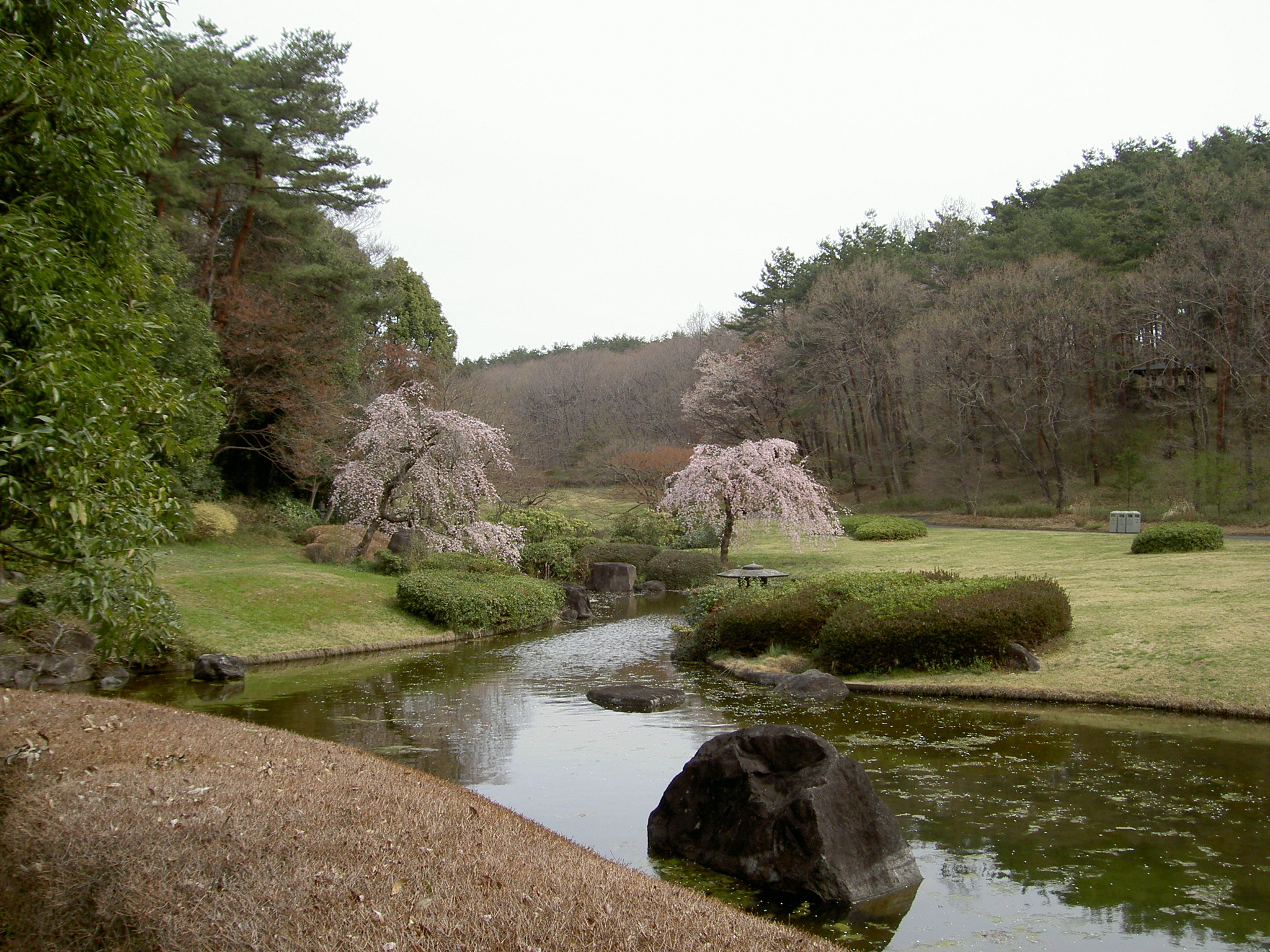
日本庭園・春
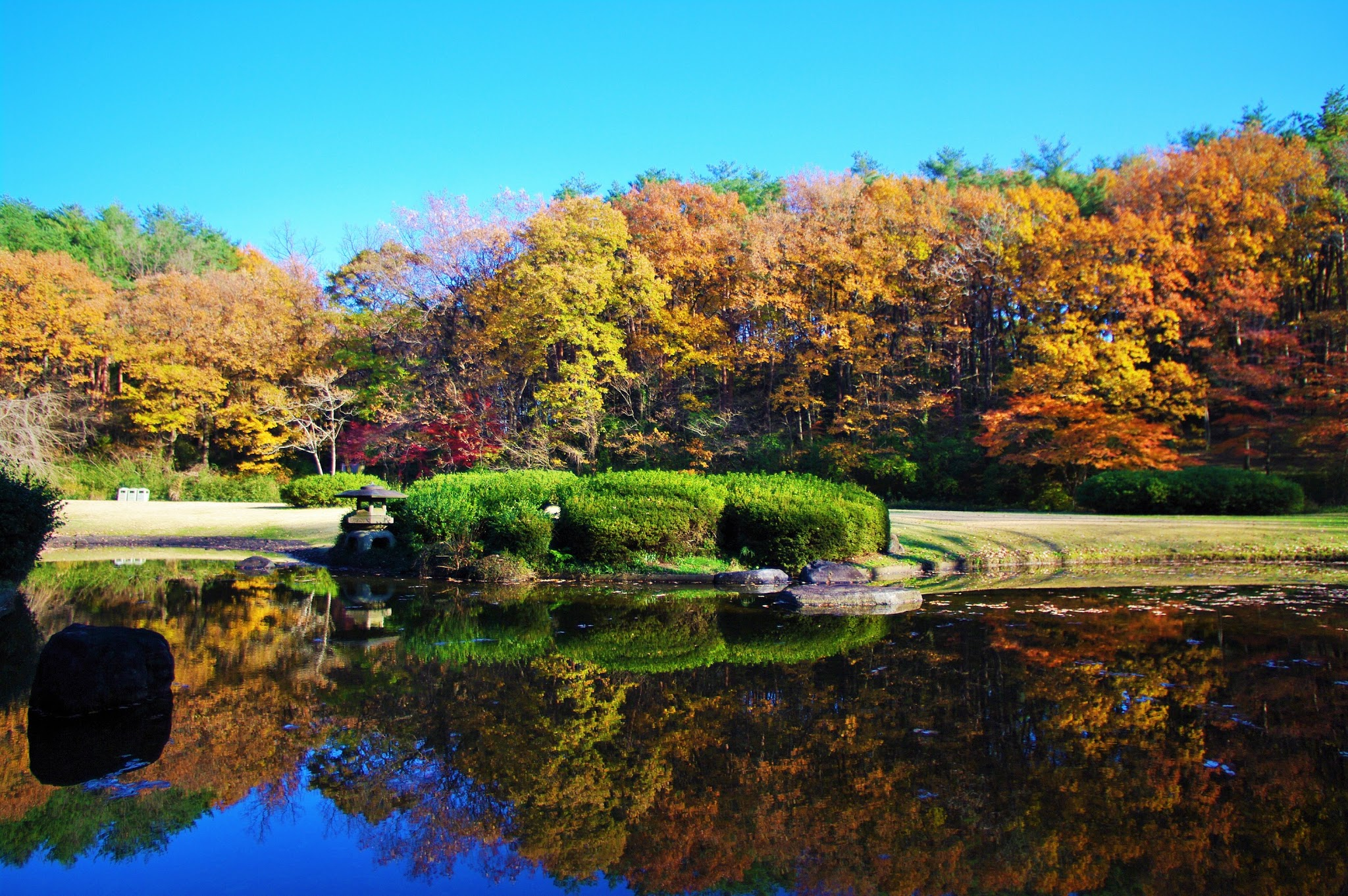
日本庭園・秋
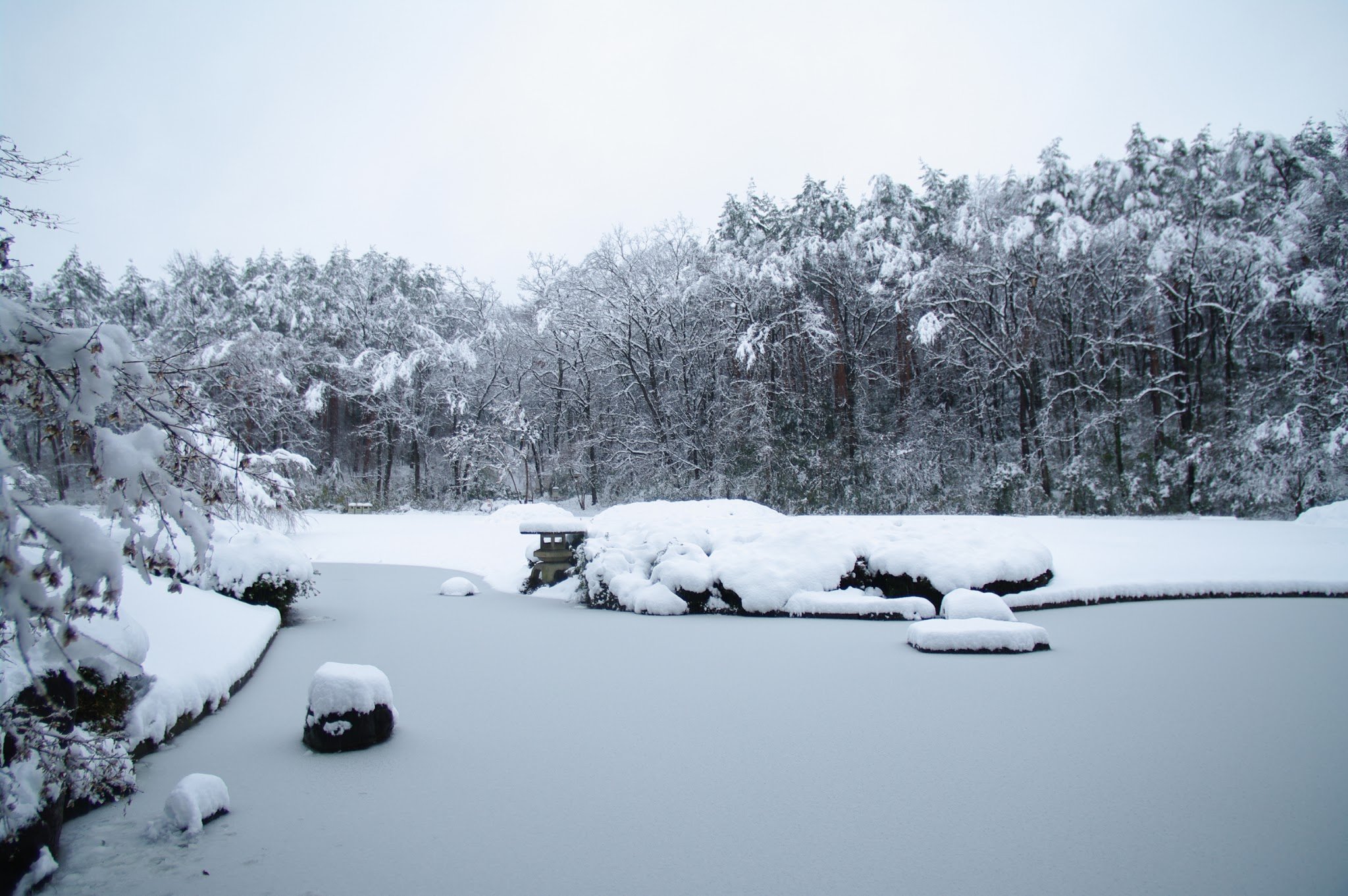
日本庭園・冬

## かつて存在した施設
ウォーターランドプールは住宅・都市整備公団（当時）が特定公園施設の一つとして公園西側に設置・開業した広さ34000 m2の大型レジャープールである。1988年から毎年夏期の7月第2土曜日から9月第1日曜日まで営業を行い、流れるプールや10本のウォータースライダーなどで構成された。実際の運営は東武鉄道へ全面委託し「森林公園 ウォーターランドプール」の名称で東武東上線沿線を中心に吊り広告や駅貼り広告を出稿し、利用者向けに定期運行の公園アクセス路線とは別に森林公園駅及び臨時駐車場とプールを直通する臨時バスを走らせるなどしていた。プールの入園料は大人2260円、中人（12-14歳）1600円、子供（6-11歳）1000円、幼児（4-5歳）800円で、入園料には公園入園料を含んでいた。
しかし、2006年4月12日にプールを閉鎖すると管理者の公園緑地管理財団武蔵丘陵森林公園事務所が発表し、2005年シーズンの営業を以て事実上閉鎖された。来場者数が最盛期の21万人から6万人台へ減少した事に加え、2005年シーズンに死亡事故が発生したことが理由とされている。また、後に都市再生機構の事業見直し計画における特定公園事業の実績に盛り込まれている。現在プールの場所は芝生広場（西口ひろば）と花畑になっている。